# Isidore-Simon Brière de Mondétour
Pour les articles homonymes, voir Brière (homonymie).
Isidore-Simon Brière de Mondétour, dit aussi Brière-Mondétour, né le 17 mars 1753 à Saint-Chéron (Île-de-France) et mort à Paris le 20 août 1810, était un homme politique français sous l'Ancien Régime, la Révolution et le premier Empire. 

## Biographie

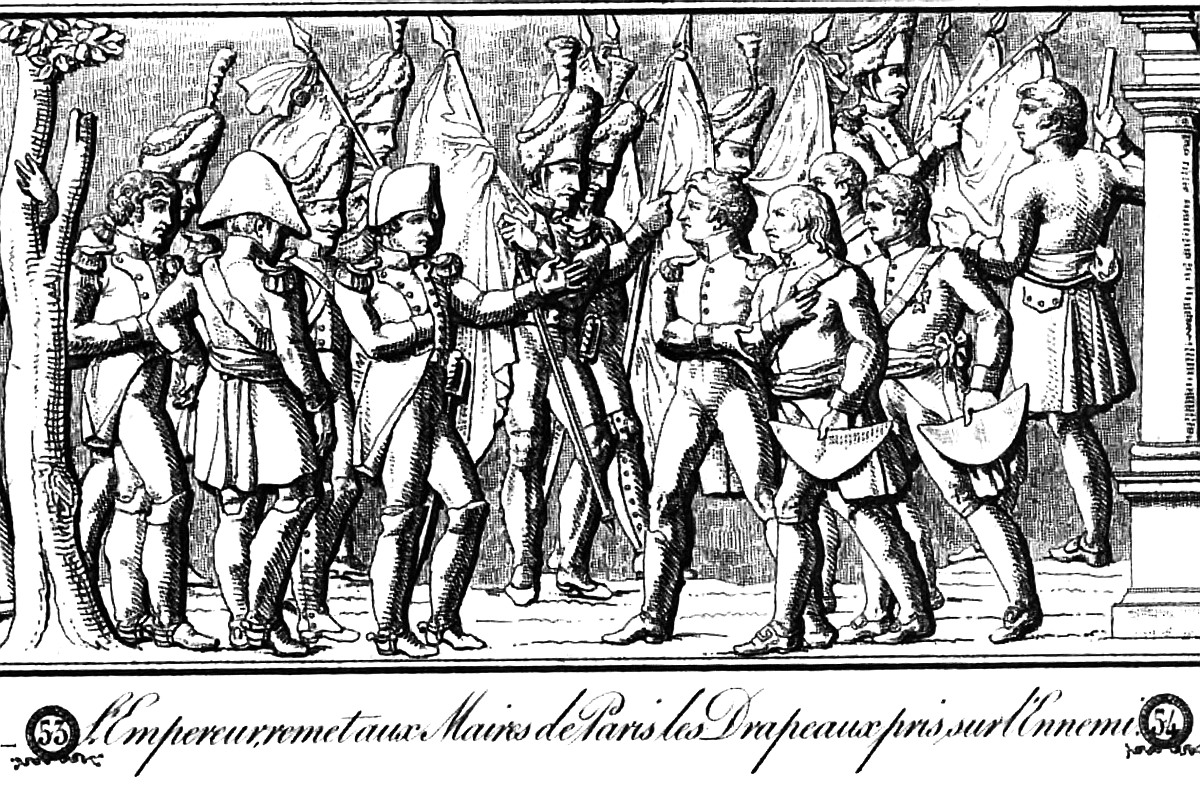
Députation des maires de Paris auprès de Napoléon

Né de parents d’une belle éducation mais sans grande fortune, il est envoyé à Paris pour étudier et commence à 25 ans une carrière d’avocat auprès du Parlement de Paris. Sa réputation d’honnêteté et d’efficacité et ses bonnes relations avec la magistrature vont lui assurer crédit et avancement. 
En 1787, il est nommé receveur général des Économats et saura s’acquitter d’une rude tâche avec zèle, intelligence et désintéressement et rétablir à la satisfaction du roi une administration qui avait été laissée en grand désordre. 
En 1789, élu officier municipal de Vaugirard, il se créa un cabinet d’ « affaires considérables ». Il garda pendant les péripéties révolutionnaires une attitude très modérée. En 1792, comme il était demeuré veuf après seulement cinq ans de mariage, il se retire pour se consacrer à l’éducation de ses enfants.
Fin 1799, après le coup d’État du 18 Brumaire de l’an VIII, Brière de Mondétour est nommé maire du deuxième arrondissement de Paris. Ensuite il enchaîne diverses fonctions : président de l’assemblée de canton, membre du collège électoral du département, administrateur des lycées parisiens, et enfin député au Corps législatif. Partout il se distingua par ses compétences, son intégrité et son dévouement. Il est nommé chevalier de la Légion d’honneur. 
En 1805, il fait partie de la délégation des maires parisiens conduite par le Prince Murat, gouverneur de la ville, auprès de l’Empereur alors revenu à Schönbrunn, pour y recevoir et rapporter les drapeaux enlevés à l’ennemi après la bataille de Wertingen. 
En 1808, il est élevé au rang de chevalier de l'Empire par lettres patentes du 21 septembre. La même année, l'Empereur le nomme membre de la Commission des finances où il restera deux ans car, atteint d'une longue maladie, il se retire et meurt à l’âge de cinquante-sept ans.

## Famille Brière de Mondétour
Pour les plus notables :
- un frère aîné, François-Nicolas, chevalier de l'Empire par les lettres patentes du 26 avril 1810 :  né en 1747 à Saint-Chéron, avocat de formation, il était avant la Révolution, lieutenant général au bailliage de Bâville, domaine des Lamoignon. Il est nommé après le 18 brumaire président du tribunal criminel de Versailles (Seine-et-Oise) et après 1810, on le retrouve conseiller à la Cour de Paris.
- un neveu, Clément François Marie, né le 14 août 1785 à Saint-Chéron. Juge au tribunal de première instance de la Seine, il finira conseiller auprès de la Cour de cassation. Il ajoutera au nom de Brière : Valigny, par une ordonnance royale de 1818.
- une petite nièce Louise-Françoise qui épousera Paul-Henri-Ernest Royer-Dupré, ministre de la Justice, puis vice-président du Sénat.
- un fils aîné Simon : d’abord auditeur au Conseil d’État, il entre en 1809 comme attaché à la préfecture de police.  À partir de 1814, au retour du roi, il se retrouve « maître de requêtes » surnuméraire. Il avait épousé en 1811 la fille de L’Héritier de Brutelle.
- un fils, Alexandre-François, né en 1783 à Saint-Chéron et mort en 1848. Il fut ingénieur en chef puis inspecteur divisionnaire des Ponts et chaussées. On a gardé de lui divers mémoires et comptes-rendus de travaux.
- une fille, Jeanne Louise Pauline, qui épousera  Étienne Geoffroy Saint-Hilaire en 1804. Elle survivra à son mari et ses trois enfants.